# Prince de Galles (thé)
Pour les articles homonymes, voir Prince de Galles (homonymie).
Le Prince de Galles, en anglais Prince of Wales tea blend, est un blend d’origine anglaise, obtenu à partir de plusieurs variétés de thé noir chinois habituellement consommé l’après-midi, accompagné de scones. Les thés de Keemun et d’Anhui lui confèrent son fort arôme terreux. À l’instar d’autres blends, sa formule n’est pas figée et il contient souvent de l’Assam, du Ceylan, du gunpowder, du Lucky Dragon Hyson (en) et des arômes de cassis. Il doit son nom au prince Édouard de Galles, qui autorisa Twinings à commercialiser son blend personnel en usant de son titre royal en 1921.